# Das Tal der vergessenen Kinder

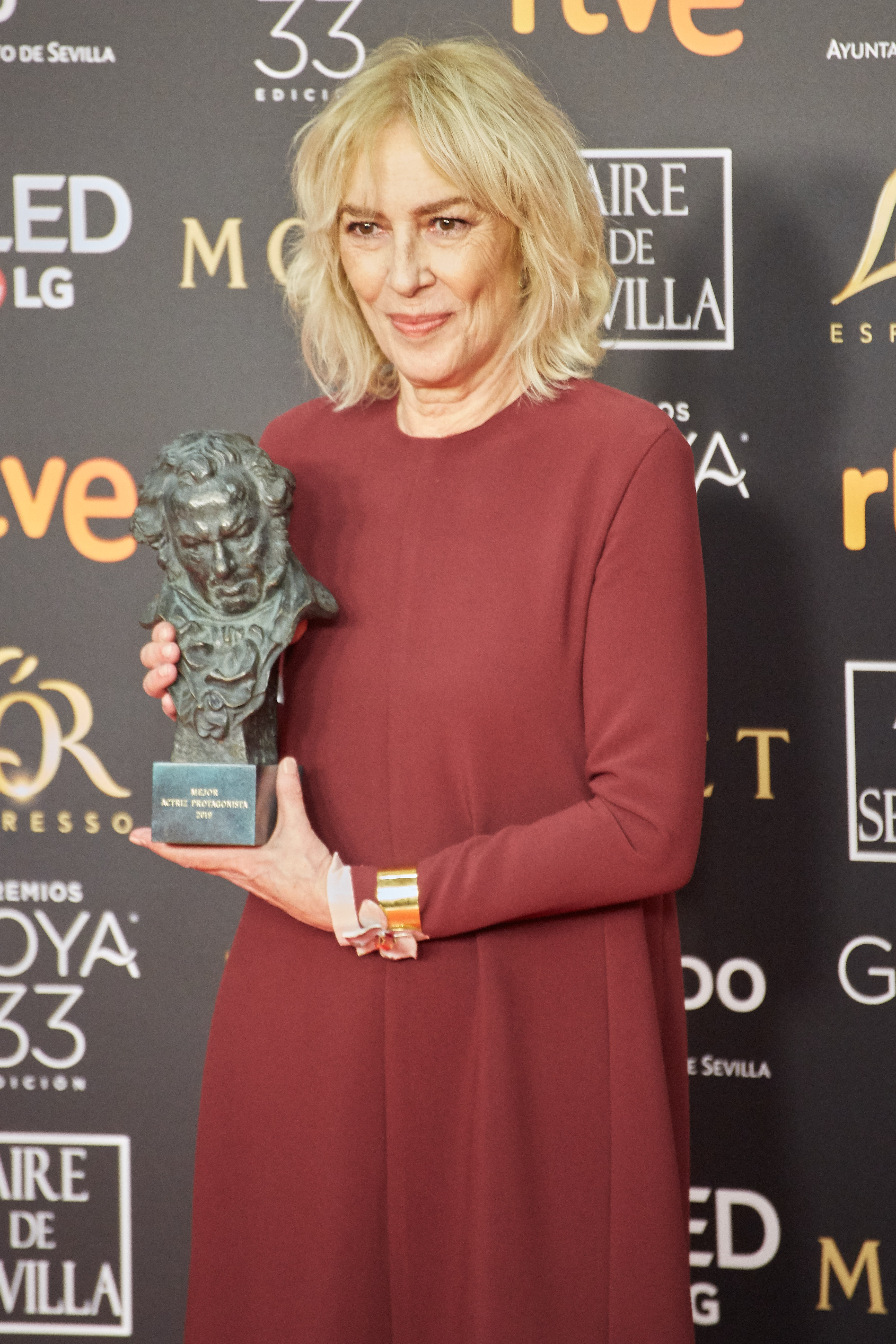
Susi Sánchez spielt Amaias Mutter Rosario, die ein dunkles Familiengeheimnis hütet (Foto von 2019)

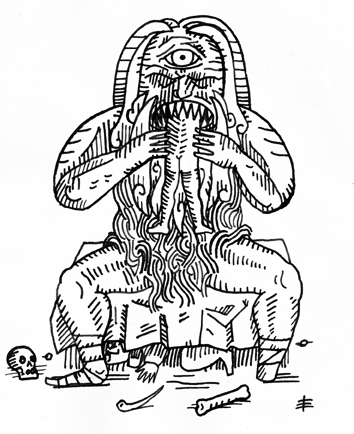
Der „Tarttalo“, ein einäugiges menschenfressendes Wesen

Das Tal der vergessenen Kinder (Originaltitel Legado en los huesos) ist ein spanischer Kriminalfilm von Fernando González Molina und der zweite Teil der Baztan-Trilogie über die junge Kommissarin Amaia Salazar. Es handelt sich um die Verfilmung des gleichnamigen Romans von Dolores Redondo (deutscher Titel Die vergessenen Kinder). Der Film hatte seine Premiere am 10. Oktober 2019 auf dem Sitges Film Festival und kam am 5. Dezember 2019 in die spanischen Kinos. In Deutschland wurde der Film als Free-TV-Premiere am 19. April 2021 im Fernsehprogramm des ZDF ausgestrahlt.

## Handlung
Die hochschwangere Amaia Salazar befindet sich im Gericht von Pamplona, als sich ein von ihr überführter Vergewaltiger und Mörder während einer Toilettenpause die Pulsadern aufschneidet. Er hinterlässt ihr einen Brief mit dem Wort „Tarttalo“, der Sage nach ein Zyklop, der Christen verschlingt. Noch im Gericht bekommt Amaia ihre Wehen und bringt am selben Tag ihren Sohn Ibai zur Welt.
Nach ihren vier Monaten Elternzeit soll Amaia in einer Reihe von Kirchenschändungen im Baztan-Tal ermitteln, in einem Fall wurde der Arm eines Babyskeletts auf den Altar gelegt. Amaia quartiert sich wieder in Elizondo bei ihrer Tante ein. Währenddessen kommt es zu weiteren Suiziden unter Häftlingen, die die gleiche Nachricht an Amaia hinterlassen. Auch in der Höhle, in der Amaias Schwager Victor vor ein paar Monaten einige seiner Opfer versteckte, findet sich das Wort. Es gibt einige Gemeinsamkeiten zwischen den Ereignissen. So haben alle Mörder ihren weiblichen Opfern nach der Tat einen Arm abgetrennt. Während ihrer Ermittlungen wird Amaia informiert, dass ihre in der Psychiatrie untergebrachte Mutter Rosario einen Pfleger schwer verletzt und mit dem Blut „Tarttalo“ auf den Boden geschrieben habe. Angeblich habe sie öfter Besuch von einem angeblichen Sohn erhalten. Daraufhin wird Rosario in die Universitätsklinik verlegt.
Zu Amaias Überraschung kommt bei der genaueren Untersuchung der Kirchenschändungen heraus, dass die DNA des auf dem Altar gefundenen Arms mit ihrer identisch ist, Amaia muss demnach eine Zwillingsschwester gehabt haben. Dies bestätigt ihr später auch die Schwester des bei der Geburt anwesenden Arztes. In der Familiengruft der Salazars findet Amaia nur einen leeren Babysarg vor. Von Elena, einer früheren Freundin ihrer Mutter, erfährt sie, dass sich ihre Mutter seinerzeit einer geheimen Gruppe anschloss, die Tieropfer brachte und schließlich auch vor Menschenopfern nicht zurückschreckte. Rosario hat die Zwillingsschwester damals getötet und für die Ideen der Gruppe geopfert. Amaia wurde fortan als Einzelkind großgezogen.
Im Lauf der Ermittlungen nimmt sich ein weiterer Verdächtiger das Leben, und es stellt sich daraufhin heraus, dass alle Mörder in psychiatrischer Behandlung an der Universitätsklinik waren. Als Amaia in der Klinik ankommt, ist ihre Mutter verschwunden. Mithilfe eines Arztes hat sie die Klinik verlassen können. Dieser Arzt, Dr. Berasategui, hat die Männer beeinflusst und so ihren Suizid und die Übermittlung der Nachrichten an Amaia erreicht. In der Wohnung des Arztes finden sich in einer Tiefkühltruhe menschliche Fleischstücke, an denen zum Teil Bissspuren zu finden sind. Auf einem Therapievideo sagt Rosario, dass sie ihr Enkelkind auffressen würde. Ibai ist in Gefahr, und Rosario gelingt es mit ihrem Komplizen während eines Unwetters, Amaias Tante zu überwältigen und das Kind zu entführen. In der Höhle findet Amaia ihre Mutter, die gerade Ibai opfern möchte. Als sie erfährt, dass es keine Enkeltochter ist, lässt sie von dem für die Opfergabe unbrauchbaren Kind ab. Als Amaia ihren Komplizen überwältigt, kann ihre Mutter fliehen. Von ihr fehlt daraufhin jede Spur.
Die Polizei kann den Arzt überführen. Amaia und ihre Familienangehörigen begraben den Arm ihrer Zwillingsschwester im Garten des Hauses der Großeltern. Amaia glaubt nicht, dass ihre Mutter tot ist. Auf die Frage ihrer Tante, was sie jetzt machen wolle, antwortet sie: „Sie finden.“

## Produktion
Der Film wurde von August 2018 bis Januar 2019 in den nordspanischen Provinzen Navarra und Katalonien gedreht.
„Tarttalo“ (in den Szenen des Films mit zwei t geschrieben) bezeichnet eine Gestalt in der baskischen Mythologie. Tartalo, auch Tartoro oder Torto genannt, ist ein großes zyklopähnliches Wesen mit enormer Stärke, kannibalistischen Zügen, aber geringem Intellekt.

## Synchronisation
Die deutsche Synchronisation übernahm die Münchner Synchron GmbH. Die Dialogregie führte Horst Geisler, der auch das Dialogbuch schrieb.
| Rolle               | Schauspieler          | Deutsche Stimme     |
| ------------------- | --------------------- | ------------------- |
| Amaia Salazar       | Marta Etura           | Natascha Geisler    |
| Fermín Montes       | Francesc Orella       | Andreas Borcherding |
| Flora Salazar       | Elvira Mínguez        | Bettina Redlich     |
| James Westford      | Benjamin Northover    | Julian Manuel       |
| Jonan Etxaide       | Carlos Librado (Nene) | Jakob Riedl         |
| Juez Javier Markina | Leonardo Sbaraglia    | Manfred Trilling    |
| Padre Sarasola      | Imanol Arias          | Sigmar Solbach      |
| Rosario Salazar     | Susi Sánchez          | Dagmar Dempe        |
| Rosaura Salazar     | Patricia López Arnaiz | Tatjana Pokorny     |
| Tante Engrasi       | Itziar Aizpuru        | Heidi Treutler      |

## Rezeption

### Kritiken
Die Redaktion der TV Spielfilm gibt dem Film einen Daumen nach oben und beschreibt ihn als eine „[m]ystisch-düstere, dramatische Schnitzeljagd“.
Oliver Armknecht von film-rezensionen.de findet den Film hingegen „konstruiert und wenig spannend“. Im Vergleich zum Vorgänger sei die Farbpalette zwar vielfältiger. Die angesprochenen Machenschaften seien hingegen überzogen und schon wieder unfreiwillig komisch. Da das Setting viel Flair habe und der Zuschauer mit hübschen Bildern konfrontiert würde, sei das Gesamtergebnis nicht wirklich schlecht. Es gehe über einen mittelmäßigen Krimi aber nicht hinaus. Der Film erhält 5 von 10 Punkten.

### Einspielergebnis
Der Film spielte – bei einem geschätzten Budget von 5,3 Millionen Euro – weltweit ungefähr 2,0 Millionen US-Dollar ein.

### Einschaltquoten
Die deutsche Erstausstrahlung am 19. April 2021 im ZDF sahen 2,32 Millionen Zuschauer, was zu dieser Sendezeit einem Marktanteil von 13,0 % entsprach.